# Éverton Santos da Costa
Éverton Santos da Costa, detto Éverton (Ponta Grossa, 6 gennaio 1986), è un ex calciatore brasiliano, di ruolo attaccante.

## Carriera

### Club
Éverton vestì le maglie di Adap Galo Maringá, che lo prestò a Grêmio, Paulista e poi ai norvegesi del Fredrikstad. Esordì nella Tippeligaen in data 30 agosto 2008, quando sostituì Dominic Adiyiah nel pareggio a reti inviolate sul campo dello Aalesund. Il 5 ottobre dello stesso anno, segnò la prima rete in campionato con questa maglia, contribuendo al successo per 1-2 in casa del Lillestrøm.
Al termine della Tippeligaen 2009, il Fredrikstad retrocesse ed Éverton fu ceduto, stavolta a titolo definitivo, al Caxias. Giocò poi in prestito all'Internacional e al Bahia. Nel 2011 passò al Coritiba.

## Palmarès

### Club

#### Competizioni nazionali
- Campionato Gaúcho: 1

Grêmio: 2007

#### Competizioni internazionali
- Coppa Libertadores: 1

Internacional: 2010